# دارلا هود
دارلا هود (انگلیسی: Darla Jean Hood؛ ۸ نوامبر ۱۹۳۱ – ۱۳ ژوئن ۱۹۷۹) یک هنرپیشه، و صدا پیشه اهل ایالات متحده آمریکا بود.

## بخشی از فیلمشناسی
از فیلم‌ها یا برنامه‌های تلویزیونی که وی در آن نقش داشته‌است می‌توان به آثار زیر اشاره کرد.
- دختر کولی (۱۹۳۶)
- سرزمین شادی (۱۹۴۳)
- داستان هلن مورگن (۱۹۵۷)
- خفاش (۱۹۵۹)
- سفرهای گالیور در آن سوی ماه (۱۹۶۵)

## نگارخانه

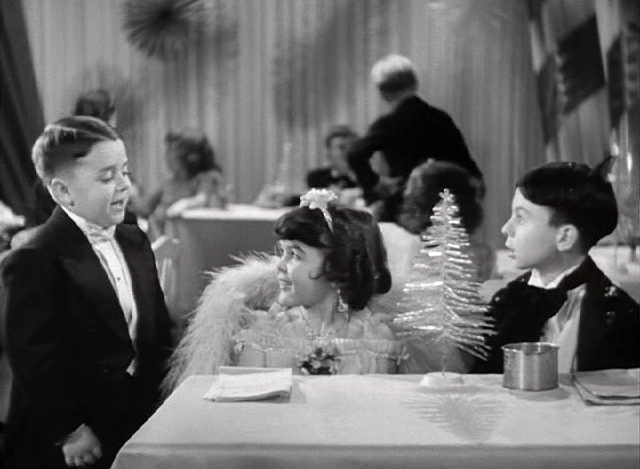